# Andhrasaurus indicus
Andhrasaurus indicus (nombre que significa "lagarto de Andhra Pradesh") es la única una especie conocida del género dudoso  extinto Andhrasaurus de dinosaurio ornitisquio escelidosáurido, que vivió hace aproximadamente 183 millones de años durante el Pliensbachiense a principios del jurásico en lo que es hoy el Subcontinente Indio. La especie tipo es A. indicus, cuyo nombre de especie deriva de la India, el país en que se hallaron sus fósiles más precisamente en la formación Kota. El espécimen tipo, en las colecciones del GSI, incluye elementos craneanos, cerca de 30 osteodermos, y piezas de las vértebras y extremidades. Cuando fue descrito originalmente aún estaba sin nombrar, y los autores mencionaron la posibilidad de que fuera un anquilosaurio.

## Descripción
Andhrasaurus era un ornitisquio pequeño, de entre 2,5 a 3 metros de largo. La parte anterior del cráneo es estrecha, más parecida a la de Scelidosaurus que a la de Emausaurus. El maxilar de Andhrasaurus es muy alargado, lo que hace que la cabeza se vea larga y baja de perfil. Las mandíbulas, halladas articuladas, se vuelven más gruesas hacia la parte posterior de la cabeza que en Emausaurus o Scutellosaurus. Los pequeños dientes están comprimidos dorsalmente y están densamente agrupados, con dentículos tanto en su parte anterior como posterior.

## Clasificación
Andhrasaurus fue considerado como un anquilosaurio por sus descriptores originales. Ellos mencionaron que los dientes con dentículos en ambos bordes era un rasgo típico de los anquilosaurios, aunque los estegosaurios y escelidosáuridos también comparten esta característica. Además, el cráneo carece de armadura, algo que si aparece en los anquilosaurios. En 2016, Peter Malcolm Galton y Kenneth Carpenter lo declararon un dudoso , y lo catalogaron como Thyreophora indet., Asignando las mandíbulas como pertenecientes a un cocodrílido.